# Scoparia (ngài)
Đối với thực vật bản địa Tasmania Scoparia xem Richea scoparia
Scoparia là một chi bướm đêm thuộc họ Crambidae.

## Các loài
- Scoparia absconditalis Christoph in Romanoff, 1887
- Scoparia acharis Meyrick, 1885
- Scoparia acropola Meyrick, 1885
- Scoparia aequipennalis Warren, 1905
- Scoparia afghanorum Leraut, 1985
- Scoparia albifrons Druce, 1896
- Scoparia albifusalis Hampson, 1907
- Scoparia albipunctata Druce, 1899
- Scoparia albonigra Nuss, 2000
- Scoparia alticola Meyrick, 1935
- Scoparia ambigualis (Treitschke, 1829)
- Scoparia anadonta Dyar, 1918
- Scoparia anagantis Dyar, 1918
- Scoparia anaplecta Meyrick, 1885
- Scoparia ancipitella (La Harpe, 1855)
- Scoparia animosa Meyrick, 1914
- Scoparia antarcticalis Staudinger, 1899
- Scoparia apachealis Munroe, 1972
- Scoparia apheles (Meyrick, 1884)
- Scoparia arcta T. P. Lucas, 1898
- Scoparia argolina (Lower, 1902)
- Scoparia astragalota (Meyrick, 1885)
- Scoparia atricuprea Hampson, 1917
- Scoparia augastis Meyrick, 1907
- Scoparia australiensis (Hampson, 1899)
- Scoparia autochroa Meyrick, 1907
- Scoparia autumna Philpott, 1927
- Scoparia axiolecta Turner, 1922
- Scoparia basalis Walker, 1866
- Scoparia basistrigalis Knaggs, 1866
- Scoparia benigna Meyrick, 1910
- Scoparia berytella Rebel, 1911
- Scoparia bifaria Li, Li & Nuss, 2010
- Scoparia biplagialis Walker, 1866
- Scoparia biradiellus (Mabille, 1885)
- Scoparia biscutella Zeller, 1872
- Scoparia blanchardi Munroe, 1972
- Scoparia brevituba Li, Li & Nuss, 2010
- Scoparia brunnea (Leraut, 1986)
- Scoparia caesia (Philpott, 1926)
- Scoparia californialis Munroe, 1972
- Scoparia caliginosa Philpott, 1918
- Scoparia canicostalis Hampson, 1896
- Scoparia caradjai Leraut, 1986
- Scoparia carvalhoi Nuss, Karsholt & Meyer, 1998

- Scoparia chalicodes Meyrick, 1885
- Scoparia charopoea Turner, 1908
- Scoparia chiasta Meyrick, 1885
- Scoparia cinefacta Philpott, 1926
- Scoparia cinereomedia Dyar, 1904
- Scoparia claranota Howes, 1946
- Scoparia clavata Philpott, 1912

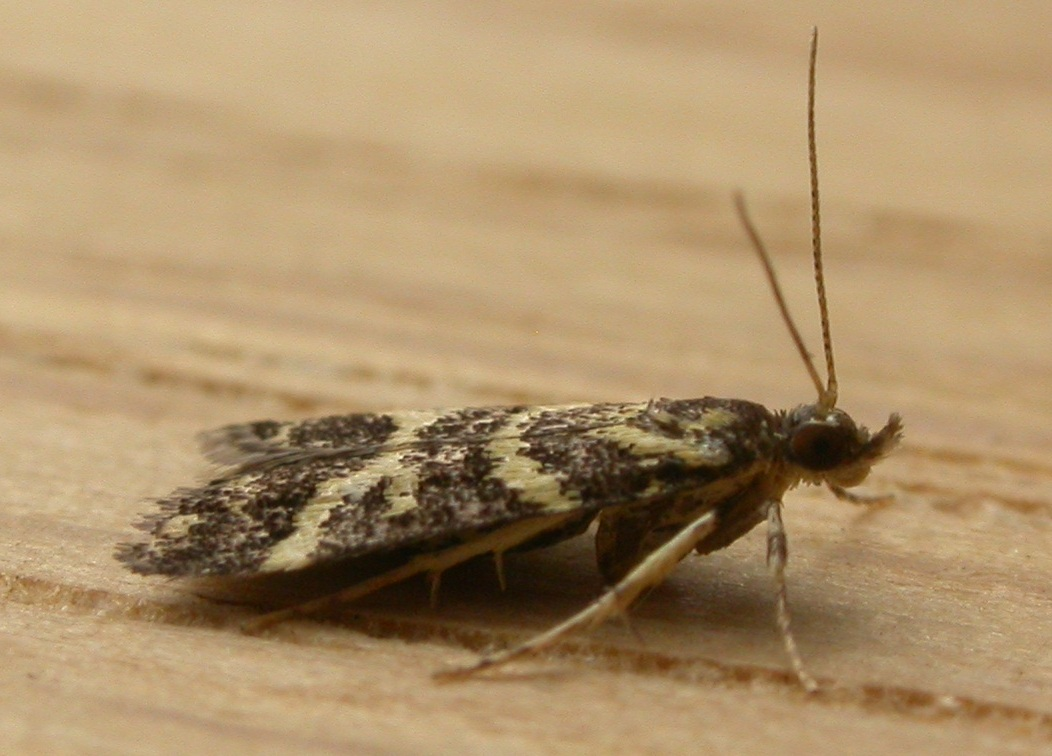
Scoparia spelaea

- Scoparia coecimaculalis Warren, 1905
- Scoparia congestalis Walker, 1859
- Scoparia conicella (La Harpe, 1863)
- Scoparia contempta (Turner, 1927)
- Scoparia contexta Philpott, 1931
- Scoparia cordata Li, 2012[1]
- Scoparia crepuscula Salmon, 1946
- Scoparia crocalis Hampson, 1903
- Scoparia crocospila Turner, 1922
- Scoparia crucigera Gerasimov, 1930
- Scoparia crypserythra (Lower, 1901)
- Scoparia cyameuta (Meyrick, 1885)
- Scoparia declivis Philpott, 1918
- Scoparia dela J. F. G. Clarke, 1965
- Scoparia delicatalis Walker, 1866
- Scoparia deliniens T. P. Lucas, 1898
- Scoparia denigata Dyar, 1929
- Scoparia depressoides Inoue, 1994
- Scoparia dicteella Rebel, 1916
- Scoparia dipenda Maes, 1996
- Scoparia dispersa Butler, 1883
- Scoparia distictalis (Hampson, 1908)
- Scoparia dominicki Munroe, 1972
- Scoparia dryphactis Meyrick, 1911
- Scoparia ejuncida Knaggs, 1867
- Scoparia elongalis Maes, 1996
- Scoparia emmetropis Turner, 1915

- Scoparia encapna Meyrick, 1888
- Scoparia epigypsa (Lower, 1902)
- Scoparia ergatis Meyrick, 1885

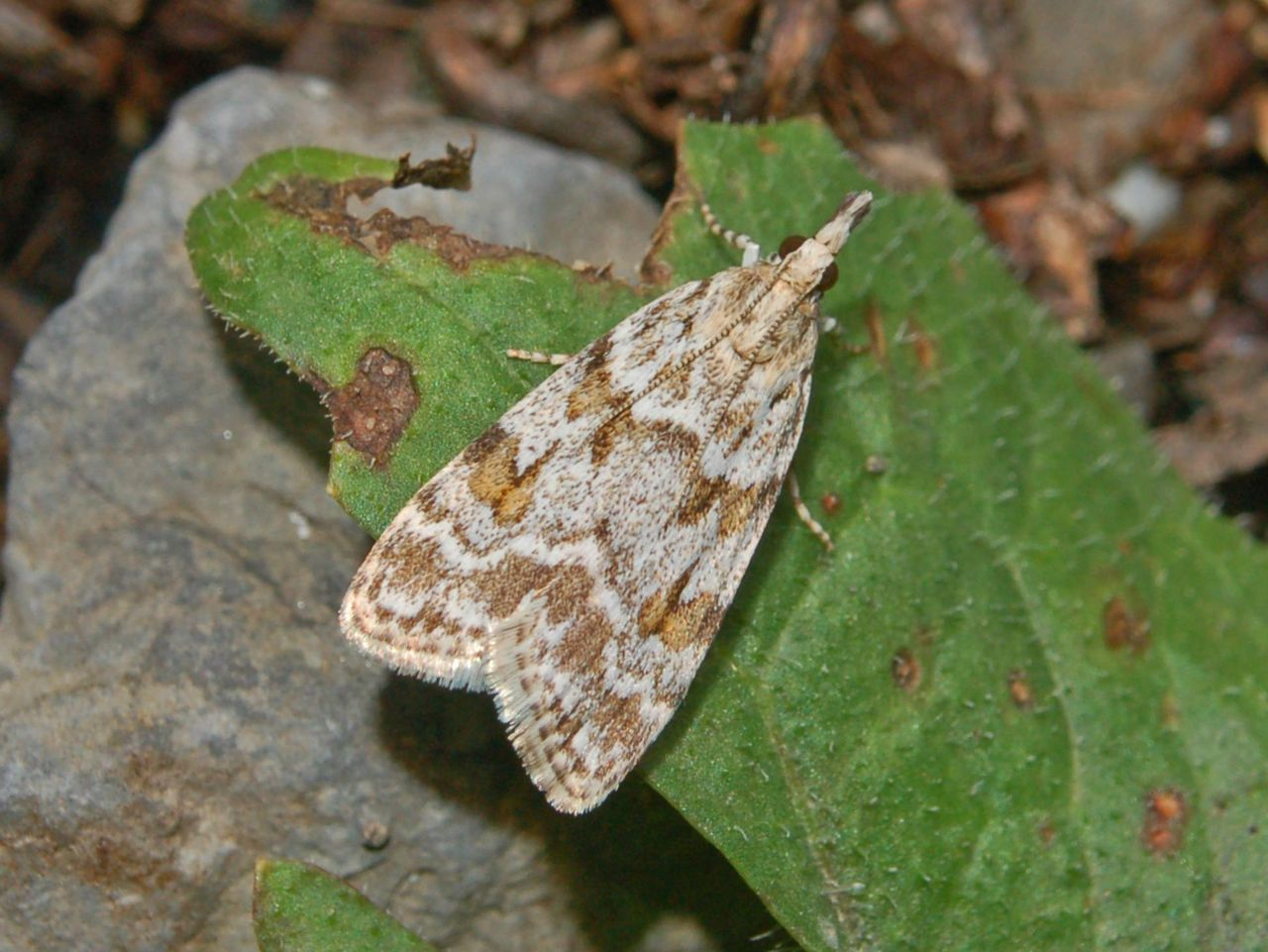
Scoparia pyralella

- Scoparia erythroneura (Turner, 1937)
- Scoparia eumeles Meyrick, 1885
- Scoparia eutacta Turner, 1931
- Scoparia exhibitalis Walker, [1866]
- Scoparia fakoensis Maes, 1996
- Scoparia falsa Philpott, 1924
- Scoparia famularis Philpott, 1930
- Scoparia favilliferella (Walker, 1866)
- Scoparia fimbriata Philpott, 1917
- Scoparia fragosa Meyrick, 1910
- Scoparia fumata Philpott, 1915
- Scoparia gallica Peyerimhoff, 1873
- Scoparia ganevi Leraut, 1985
- Scoparia gethosyna Turner, 1922
- Scoparia glauculalis Hampson, 1897
- Scoparia gomphota Meyrick, 1885
- Scoparia gracilis Philpott, 1924
- Scoparia graeca Nuss, 2005
- Scoparia halopis Meyrick, 1909
- Scoparia harpalea (Meyrick, 1885)
- Scoparia huachucalis Munroe, 1972
- Scoparia humilialis Hudson, 1950
- Scoparia hypoxantha Lower, 1896
- Scoparia ignicola (Staudinger, 1899)
- Scoparia illota Philpott, 1919
- Scoparia indica Leraut, 1986
- Scoparia indistinctalis (Walker, 1863)

- Scoparia ingratella (Zeller, 1846)
- Scoparia ischnoptera Turner, 1922
- Scoparia italica Turati, 1919
- Scoparia ithyntis Turner, 1922
- Scoparia iwasakii Sasaki, 1991

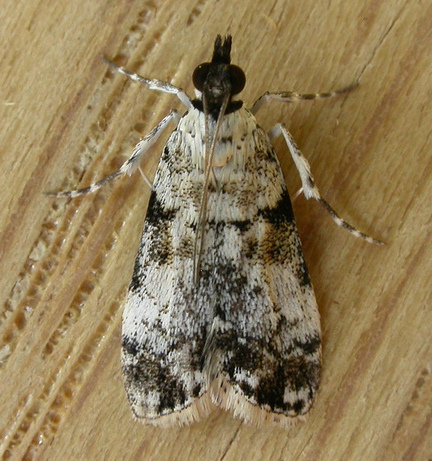
Scoparia niphetodes

- Scoparia jiuzhaiensis Li, Li & Nuss, 2010
- Scoparia jonesalis Dyar, 1915
- Scoparia juldusellus (Caradja, 1916)
- Scoparia kanai Maes, 1996
- Scoparia largispinea Li, Li & Nuss, 2010
- Scoparia latipennis Sasaki, 1991
- Scoparia lativitta (Moore, 1883)
- Scoparia leucomela Lower, 1893
- Scoparia leuconota (Lower, 1902)
- Scoparia limatula Philpott, 1901
- Scoparia longipennis Zeller, 1872
- Scoparia lychnophanes Meyrick, 1927
- Scoparia mandschurica Christoph, 1881
- Scoparia manifestella (Herrich-Schäffer, 1848)
- Scoparia matsuii Inoue, 1994
- Scoparia matuta J. F. G. Clarke, 1965
- Scoparia mediorufalis Hampson, 1896
- Scoparia melanoxantha Turner, 1922
- Scoparia metaleucalis Hampson, 1907
- Scoparia meyi Nuss, 1998
- Scoparia meyrickii (Butler, 1882)
- Scoparia molestalis Inoue, 1982
- Scoparia molifera Meyrick, 1926
- Scoparia monochroma Salmon, 1946
- Scoparia monticola Nuss, 1998
- Scoparia multifacies Dyar, 1929
- Scoparia murificalis Walker, 1859
- Scoparia nephelitis (Meyrick, 1887)
- Scoparia ngangaoensis Maes, 2004
- Scoparia nigripunctalis Maes, 2004
- Scoparia niphetodes Turner, 1931
- Scoparia niphospora (Meyrick, 1884)

- Scoparia nipponalis Inoue, 1982
- Scoparia noacki Nuss, 2002
- Scoparia nomeutis (Meyrick, 1885)
- Scoparia normalis Dyar, 1904
- Scoparia objurgalis Guenée, 1854
- Scoparia obsoleta Staudinger, 1879
- Scoparia ochrophara Turner, 1915
- Scoparia ochrotalis Hampson, 1903
- Scoparia olivaris Hampson, 1891
- Scoparia ololuae Maes, 2004
- Scoparia oxycampyla (Turner, 1937)
- Scoparia oxygona Meyrick, 1897
- Scoparia pallidula Philpott, 1928
- Scoparia palloralis Dyar, 1906
- Scoparia panopla Meyrick, 1885
- Scoparia parachalca Meyrick, 1901
- Scoparia paracycla (Lower, 1902)
- Scoparia parca Philpott, 1928
- Scoparia parmifera Meyrick, 1909
- Scoparia pascoella Philpott, 1920
- Scoparia pediopola (Turner, 1937)
- Scoparia penumbralis Dyar, 1906

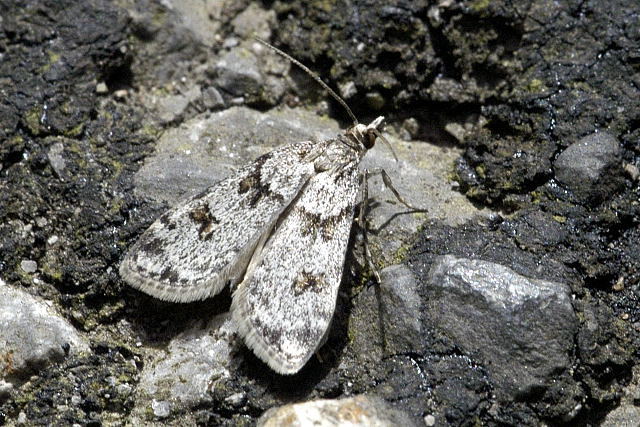
Scoparia ambigualis

- Scoparia perplexella (Zeller, 1839)
- Scoparia petrina (Meyrick, 1885)
- Scoparia phaealis Hampson, 1903
- Scoparia phalerias Meyrick, 1905
- Scoparia philippinensis (Hampson, 1917)
- Scoparia philonephes (Meyrick, 1885)
- Scoparia plagiotis Meyrick, 1887
- Scoparia platymera Lower, 1905
- Scoparia polialis Hampson, 1903
- Scoparia poliophaealis Hampson, 1907

- Scoparia pulveralis Snellen, 1890

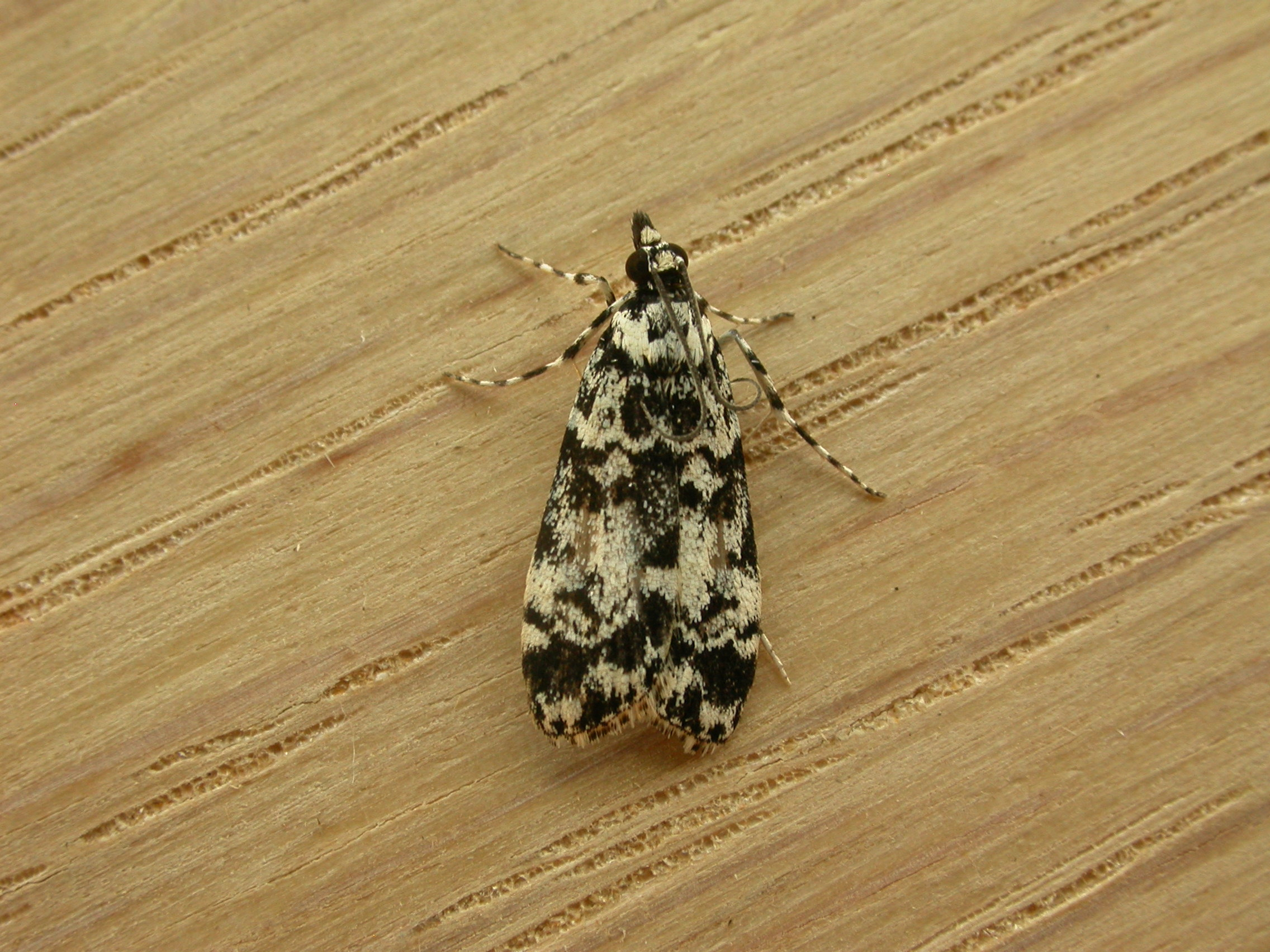
Scoparia aphrodes

- Scoparia pulverulentellus (Zeller, 1872)
- Scoparia pura Philpott, 1924
- Scoparia pusillula Munroe, 1995
- Scoparia pyralella (Denis & Schiffermüller, 1775)
- Scoparia pyraustoides J. F. G. Clarke, 1965
- Scoparia resinodes de Joannis, 1932
- Scoparia rigidalis Barnes & McDunnough, 1912
- Scoparia rotuellus (C. Felder, R. Felder & Rogenhofer, 1875)
- Scoparia rufostigma Hampson, 1891
- Scoparia ruidosalis Munroe, 1972
- Scoparia saerdabella Osthelder, 1938
- Scoparia scripta Philpott, 1918
- Scoparia semiamplalis Warren, 1905
- Scoparia sideraspis Meyrick, 1905
- Scoparia sinensis Leraut, 1986
- Scoparia sinuata Philpott, 1930
- Scoparia spadix Nuss, 1998
- Scoparia spelaea Meyrick, 1885
- Scoparia spinata Inoue, 1982
- Scoparia spinosa Li, Li & Nuss, 2010
- Scoparia staudingeralis (Mabille, 1869)
- Scoparia stenopa Lower, 1902
- Scoparia stoetzneri Caradja, 1927
- Scoparia strigigramma Hampson, 1917
- Scoparia subfusca Haworth, 1811
- Scoparia subgracilis Sasaki, 1998
- Scoparia subita (Philpott, 1912)
- Scoparia submedinella Caradja, 1927
- Scoparia submolestalis Inoue, 1982
- Scoparia subtersa Dyar, 1929
- Scoparia sylvestris C. E. Clarke, 1926
- Scoparia syntaracta Meyrick, 1885
- Scoparia taiwanensis Sasaki, 1998
- Scoparia termobola Meyrick, 1938
- Scoparia tetracycla Meyrick, 1885
- Scoparia tohokuensis Inoue, 1982
- Scoparia trapezophora Meyrick, 1885
- Scoparia triscelis Meyrick, 1909
- Scoparia tristicta Turner, 1922
- Scoparia tritocirrha Turner, 1918
- Scoparia tuicana C. E. Clarke, 1926
- Scoparia turneri Philpott, 1928
- Scoparia ulmaya Dyar, 1929
- Scoparia uncinata Li, Li & Nuss, 2010
- Scoparia ustimacula C. Felder, R. Felder & Rogenhofer, 1875
- Scoparia utsugii Inoue, 1994
- Scoparia valenternota Howes, 1946
- Scoparia vinotinctalis Hampson, 1896
- Scoparia vulpecula Meyrick, 1927
- Scoparia x-signata (Filipjev, 1927)
- Scoparia yakushimana Inoue, 1982
- Scoparia yamanakai Inoue, 1982

## Hình ảnh

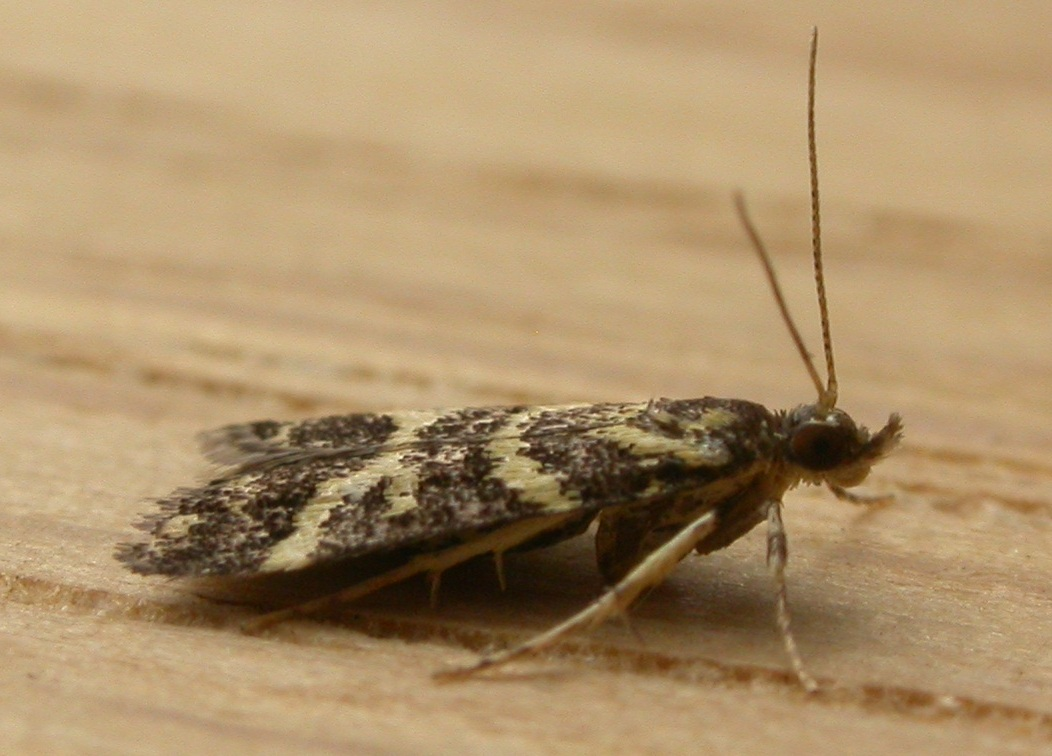
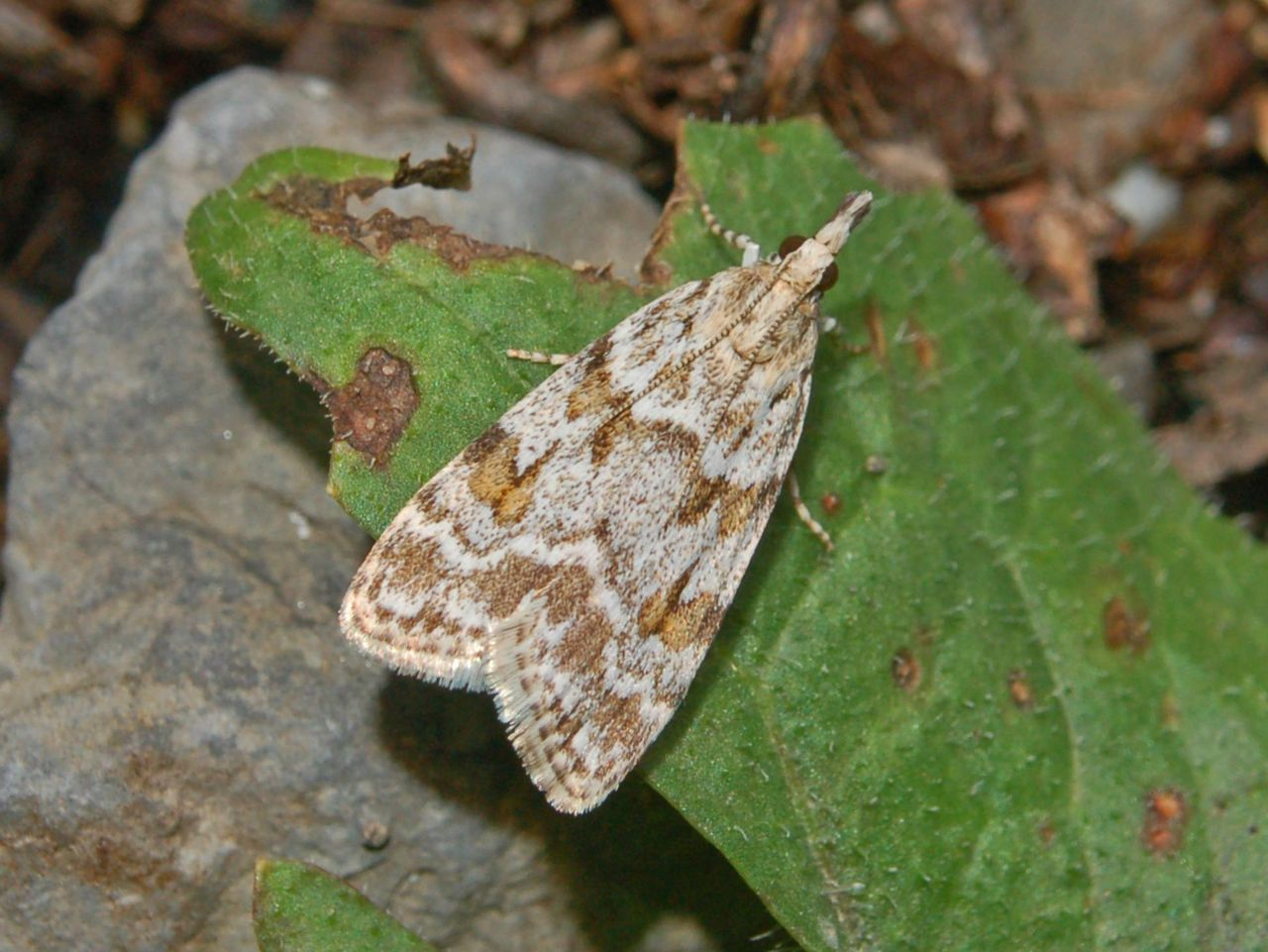
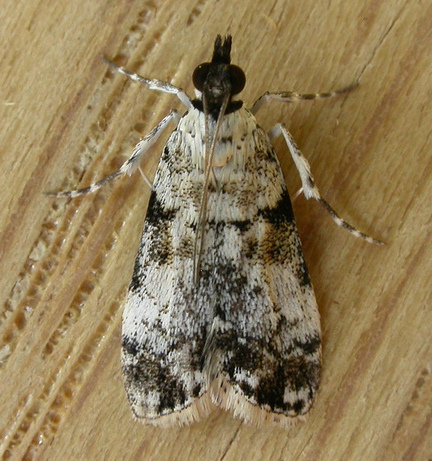
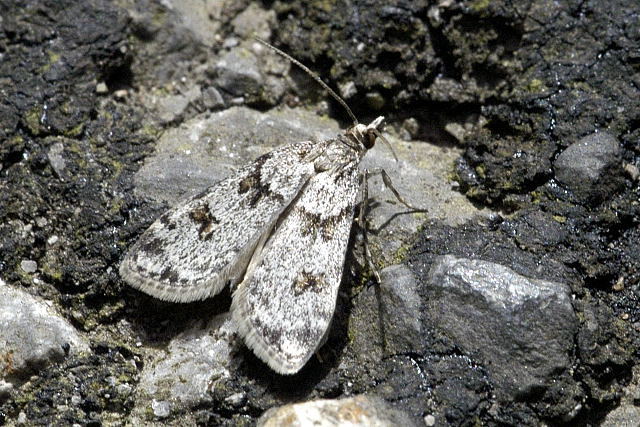

## Selected former species
- Scoparia atropicta Hampson, 1897